# YUBA liga 1966
La YUBA liga 1966 è stata la 22ª edizione del massimo campionato jugoslavo di pallacanestro maschile. La vittoria finale è stata ad appannaggio dell'AŠK Lubiana.

## Regular season
|     | Squadra               | G  | V  | P  | PF    | PS    | Pt. | Qualificazione |
| --- | --------------------- | -- | -- | -- | ----- | ----- | --- | -------------- |
| 1.  | AŠK Lubiana           | 22 | 17 | 5  | 1.985 | 1.655 | 34  |                |
| 2.  | Partizan Belgrado     | 22 | 16 | 6  | 1.814 | 1.690 | 32  |                |
| 3.  | Zadar                 | 22 | 14 | 8  | 1.860 | 1.679 | 28  |                |
| 4.  | Stella Rossa Belgrado | 22 | 14 | 8  | 1.922 | 1.803 | 28  |                |
| 5.  | Spalato               | 22 | 13 | 9  | 1.556 | 1.506 | 26  |                |
| 6.  | Željezničar Karlovac  | 22 | 13 | 9  | 1.592 | 1.552 | 26  |                |
| 7.  | Lokomotiva Zagabria   | 22 | 11 | 11 | 1.644 | 1.599 | 22  |                |
| 8.  | OKK Belgrado          | 22 | 10 | 12 | 1.572 | 1.579 | 20  |                |
| 9.  | Radnički Belgrado     | 22 | 10 | 12 | 1.711 | 1.755 | 20  |                |
| 10. | Borac Čačak           | 22 | 8  | 14 | 1.571 | 1.714 | 16  |                |
| 11. | Slovan Lubiana        | 22 | 5  | 17 | 1.624 | 1.788 | 10  | retrocesse     |
| 12. | Ivangrad Berane       | 22 | 1  | 21 | 1.510 | 2.041 | 2   | retrocesse     |

| YUBA liga 1966        |
| --------------------- |
| AŠK Lubiana 5º titolo |

## Formazione vincitrice
| N° | Naz.                  | Ruolo | Sportivo          |  | Alt. |  |
| -- | --------------------- | ----- | ----------------- |  | ---- |  |
|    | Jugoslavia (bandiera) | P     | Ivo Daneu         |  | 188  |  |
|    | Jugoslavia (bandiera) |       | Emil Logar        |  |      |  |
|    | Jugoslavia (bandiera) | G     | Borut Bassin      |  |      |  |
|    | Jugoslavia (bandiera) | P     | Vital Eiselt      |  | 187  |  |
|    | Jugoslavia (bandiera) |       | Matija Dermastija |  |      |  |
|    | Jugoslavia (bandiera) | P     | Miha Lokar        |  | 182  |  |
|    | Jugoslavia (bandiera) |       | Darko Hočevar     |  |      |  |
|    | Jugoslavia (bandiera) |       | Jure Božić        |  |      |  |
|    | Jugoslavia (bandiera) |       | Andrej Osterc     |  |      |  |
|    | Jugoslavia (bandiera) |       | Dušan Verbič      |  |      |  |
|    | Jugoslavia (bandiera) |       | Igor Jelnikar     |  |      |  |
|    | Jugoslavia (bandiera) |       | Bogdan Müller     |  | 198  |  |
|    | Jugoslavia (bandiera) |       | Andrej Brenk      |  |      |  |
|    | Jugoslavia (bandiera) | All.  | Boris Kristančić  |  |      |  |